# Associação de Futebol do Sudão do Sul
A Associação de Futebol do Sudão do Sul é uma federação afiliada da CAF e da FIFA. Ela também é filiada à CECAFA. Ela é responsável pela Seleção Sul-Sudanesa de Futebol e pelas competições à nível nacional no Sudão do Sul.